# Poienari (Poienarii de Argeș), Argeș
Poienari (în trecut, și Moara din Siliște) este satul de reședință al comunei Poienarii de Argeș din județul Argeș, Muntenia, România.